# Autarkia (filozofia)
Autarkia (gr. autarkeia – przestawanie na swoim) – zalecane w starożytnej etyce greckiej (m.in. przez Sokratesa, cyników, stoików) wewnętrzne uniezależnienie się człowieka od świata zewnętrznego, tj. od innych ludzi i od rzeczy; poleganie na samym sobie.